# Don Camillo
Pour les articles homonymes, voir Don Camillo (homonymie) et Don.
Don Camillo (prononcé en italien /ˈdɔn ka.ˈmil.lo/ et en français /dɔ̃ ka.mi.jo/) est un personnage de fiction créé en 1948 par l'écrivain italien Giovannino Guareschi.
Don Camillo est le héros d'une longue série de nouvelles humoristiques, au cours desquelles ce curé de campagne, pieux et engagé, mène de grandes joutes verbales — joignant parfois le poing à la parole — face à son antagoniste principal, Peppone le maire du village de Brescello.
Le personnage a été adapté au cinéma, interprété notamment par l'acteur français Fernandel dans six films, entre 1952 et 1970.

## Création du personnage

### Inspiration d'une personne réelle
Le Don Camillo créé par Giovannino Guareschi est issu d'un personnage bien réel, Don Camillo Valota, un prêtre italien ordonné en 1937 à Côme, près de Milan.
Valota devient le curé à Frontale, dans la Valteline (au nord de l’Italie) où il eut des démêlés avec le maire, nommé Peppone. Il finit par être arrêté par les Allemands en 1942, après avoir facilité le passage vers la Suisse voisine de nombreux juifs et d'opposants au fascisme de Mussolini. Il est transféré de la prison de Milan au camp de Fossoli, dans la province de Modena, et ensuite, avec d’autres prêtres, à ceux de Mauthausen et de Dachau où il rencontre le journaliste et écrivain anticommuniste Giovanni Guareschi, originaire de la même région que lui. 
C'est là que Valota narre à Guareschi de nombreux épisodes de sa vie, celle d'un curé de village de montagne. Il avoue avoir notamment joué les contrebandiers en faisant passer des victuailles, suspendues sous sa soutane. Ces récits font forte impression à Guareschi, qui s’en inspire pour écrire une nouvelle humoristique parue le 23 décembre 1946 dans l’hebdomadaire milanais Candido, avant d'en faire d'autres à la suite de l'engouement suscité.
Don Camillo Valota ressortit vivant des camps, et préféra accompagner vers la France sa communauté italienne, qui y émigrait pour survivre. Il s'est ainsi retrouvé prêtre au diocèse d'Autun, officiant à Montceau-les-Mines et au Creusot. Il s'occupait beaucoup de la communauté italienne sur place et veillait à conserver un accent italien très prononcé. Il devint également correspondant du consulat général d'Italie à Lyon pour aider les démarches de ses concitoyens.
Don Camillo retourne à Bormio en 1988, où il devient aumônier d'une maison de retraite. Il disait souvent : « Mon corps est en Italie, mais mon cœur est en France. »
Il meurt le 2 novembre 1998 dans sa ville natale de Bormio, où il est enterré.

### Historique de la publication
Giovannino Guareschi, militant italien anticommuniste, entendait tourner en dérision la situation politique de son pays et le poids du Parti communiste italien.
Les nouvelles mettant en vedette Don Camillo furent publiées dans l'hebdomadaire Candido.
Du vivant de Guareschi, trois recueils furent publiés. Cinq autres le furent après sa mort[réf. souhaitée].
Les ouvrages suivants ont été publiés en italien par Giovannino Guareschi, dans l'ordre chronologique :
- Mondo Piccolo. Don Camillo, Rizzoli, 1948.
- Mondo Piccolo. Don Camillo e il suo gregge, Rizzoli, 1953.
- Mondo Piccolo. Il compagno don Camillo, Rizzoli, 1963.

Les ouvrages suivants ont été publiés en italien, à titre posthume :
- Mondo Piccolo. Don Camillo e i giovani d'oggi, Rizzoli, 1969.
- Gente così, 1980.
- Lo spumarino pallido, 1981.
- Noi del Boscaccio, 1983.
- L'anno di don Camillo, 1986.
- Il decimo clandestino, 1987.
- Ciao don Camillo, 1996.
- Don Camillo e don Chichì, 1996. Version complète de Don Camillo e i giovani d'oggi.
- Don Camillo e Peppone, Rizzoli, 2007  (ISBN 978-88-486-0355-3)

## Personnage

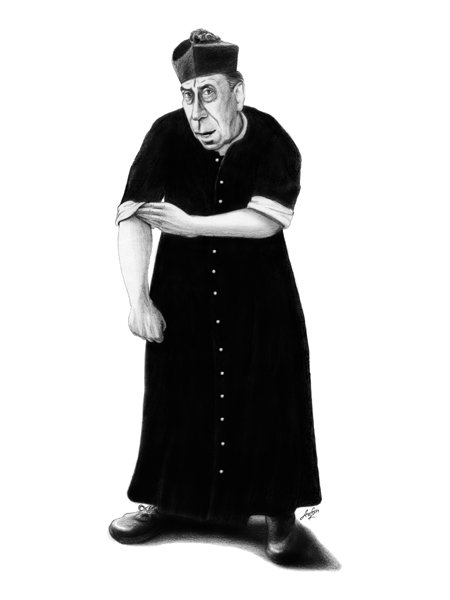
Dessin de Don Camilo sous les traits de Fernandel.

Don Camillo (Camillo Tarocci de son nom de famille, très rarement utilisé) est le curé du petit village italien de Brescello dans la Bassa padana. L'homme de foi, en complément de ses devoirs religieux, se livre à une guerre d'influence continuelle face à Peppone, le maire communiste du village et son ennemi juré.
Du fait de son caractère entier et de son inimitié avec Peppone, Don Camillo est parfois sujet à des accès de colère et réagit alors de façon assez brusque, tout comme Peppone, les deux ne manquant aucune occasion pour faire des coups fourrés à l'adversaire. Tous deux sont des colosses bagarreurs et n'hésitent pas à s'affronter physiquement.

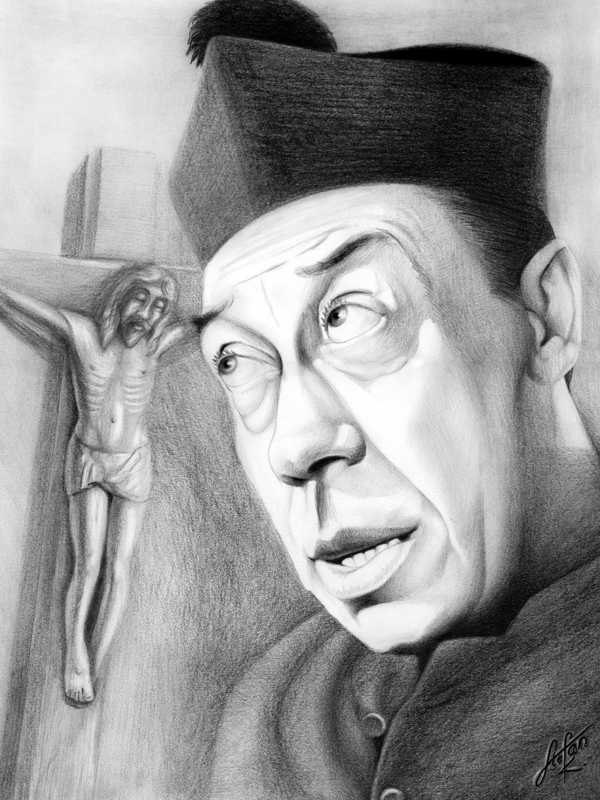
Dessin de Don Camillo (ayant l'apparence de Fernandel) en train de discuter avec le Christ sur sa croix.

Très pieux, Don Camillo est souvent vu discuter avec le crucifix du Christ qui se trouve dans son église, le Christ lui répondant généralement sur un ton ironique, en critiquant avec mansuétude les actions de son curé quand il les désapprouve. Le Christ du crucifix comprend généralement beaucoup mieux que Don Camillo les problèmes du peuple et doit le réprimander constamment, mais doucement, pour son impatience.
Don Camillo et Peppone, bien que rivaux, sont malgré tout unis par une forme de sympathie réciproque qui vient notamment des années de guerre contre les Allemands (un épisode mentionne que Don Camillo a bravé les patrouilles allemandes pour atteindre Peppone et ses collègues communistes dans les montagnes et leur administrer la messe dans les conditions du terrain) et vivent des aventures souvent pittoresques, qui se traduisent, de temps en temps, par des affrontements physiques, dans une longue série d'histoires au ton le plus souvent cocasse, mais parfois plus sombre.
Alors que Peppone, en bon militant communiste, fait des discours publics sur la manière dont « les réactionnaires » doivent être fusillés et que Don Camillo prêche le feu et le soufre contre les « communistes sans Dieu », les deux s'admirent à contrecœur. Par ailleurs, ils finissent, occasionnellement, par travailler ensemble, dans des circonstances particulières, tout en gardant de côté leurs querelles pour le moment opportun.
Beaucoup d'histoires sont satiriques et parlent du fossé politique du monde réel entre l’Église catholique romaine italienne et le Parti communiste italien, en n'oubliant pas d’évoquer les autres problèmes politiques de l'époque. Certaines histoires sont peu réalistes dans le contexte de l'époque, car elles voient le communiste se soumettre au prêtre.

## Apparitions dans d'autres médias

### Films avec Fernandel

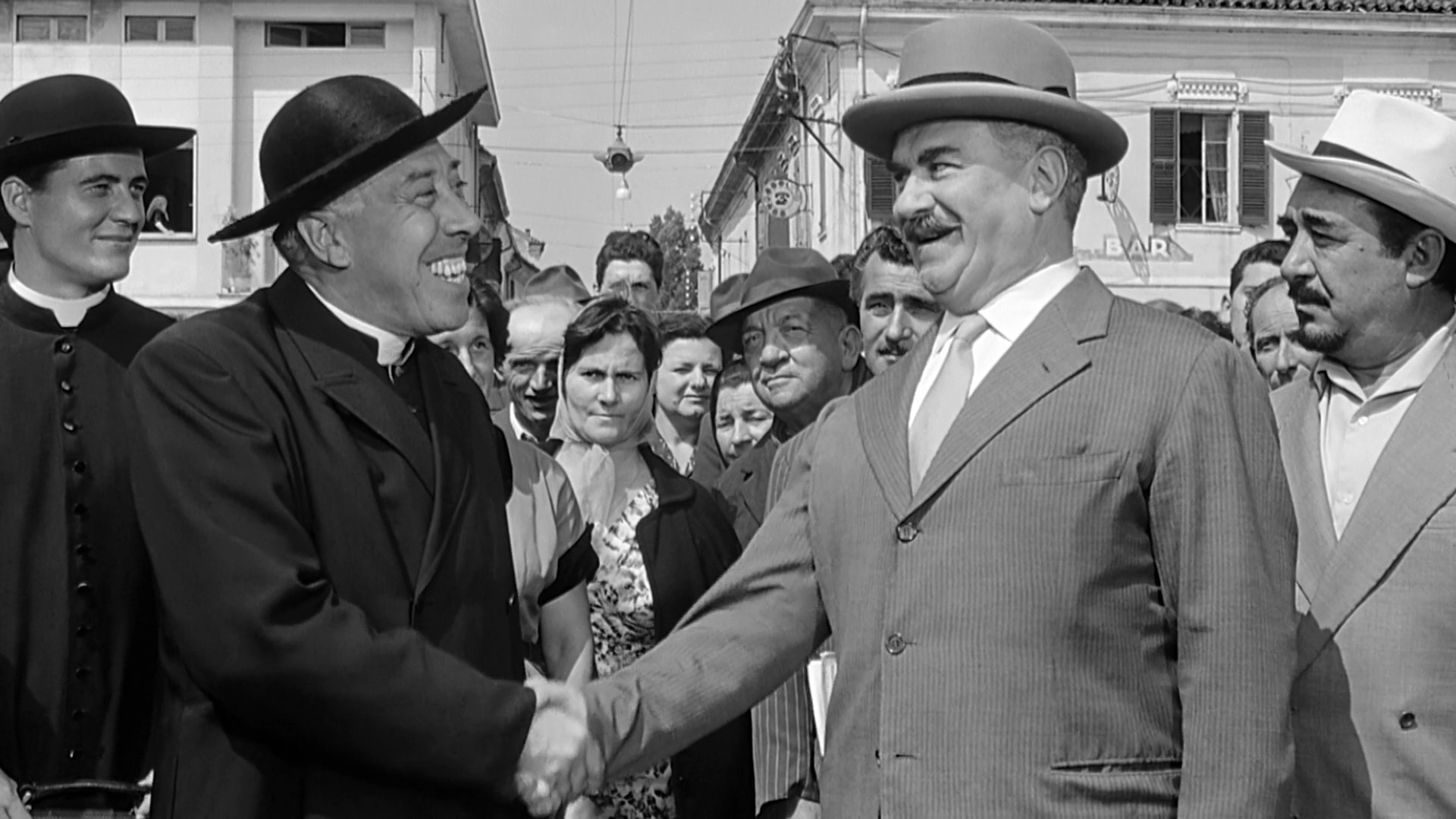
Don Camillo (Fernandel) et Peppone (Gino Cervi) dans Don Camillo Monseigneur (1961).

Le grand succès des nouvelles inspira à partir de 1951 une adaptation au cinéma, la série de films Don Camillo ou Le Curé débuta avec le Petit Monde de don Camillo, coproduction italo-française sortie dans les salles en 1952.
Gino Cervi devait initialement incarner don Camillo et Guareschi lui-même tenir le rôle de Peppone. Mais le metteur en scène Julien Duvivier, mécontent de cette distribution, fit tout pour dissuader Guareschi, qui renonça finalement. Duvivier proposa ensuite le rôle du prêtre à Jacques Morel, mais celui-ci n'était pas disponible aux dates du tournage. Gino Cervi assuma finalement le rôle de Peppone, tandis que Fernandel était appelé pour prendre la vedette du film.
Ayant peur d'être cantonné aux rôles d'ecclésiastiques, Fernandel demanda un cachet tel qu'il pensait que le producteur refuserait, mais son exigence fut finalement satisfaite. Malgré son peu de ressemblance physique avec le personnage littéraire (le don Camillo de Guareschi est censé être un colosse), Fernandel est définitivement attaché, dans l'esprit du public, à l'image de don Camillo. L'acteur lui-même a confié dans une interview qu'il s'agissait, là, du rôle de sa vie.
Duvivier tourna encore Le Retour de don Camillo (1953), à la suite de quoi Carmine Gallone reprit le flambeau et mit en scène La Grande Bagarre de don Camillo (1955) et Don Camillo Monseigneur (1961). Finalement, c'est Luigi Comencini qui réalisera Don Camillo en Russie (1965).
Le tournage de Don Camillo et ses contestataires fut interrompu par la maladie de Fernandel. Le film fut finalement tourné en 1972 avec Gastone Moschin dans le rôle de don Camillo et Lionel Stander dans celui de Peppone, Gino Cervi refusant de tourner avec un autre acteur que Fernandel, tout comme le réalisateur Christian-Jaque, qui sera donc remplacé par Mario Camerini. Mais le public, ne reconnaissant plus les héros, ce dernier film n'eut pas le même succès que les précédents.

#### Série de films
1. Le Petit Monde de don Camillo (1952)
2. Le Retour de don Camillo (1953)
3. La Grande Bagarre de don Camillo (1955)
4. Don Camillo Monseigneur (1961)
5. Don Camillo en Russie (1965)
6. Don Camillo et les Contestataires (1972, voir ci-dessus pour la distribution particulière de ce dernier opus)

Seule petite incohérence, Don Camillo en Russie (1965) devrait se regarder avant Don Camillo Monseigneur (1961), car on y retrouve Don Camillo simple curé et Peppone maire, la logique voudrait que la série se termine avec Don Camillo Monseigneur ; Fernandel y a d'ailleurs l'air plus âgé, cheveux gris ; idem pour Gino Cervi.

### Film de Terence Hill
En 1983, Terence Hill réalise un remake de Don Camillo dans lequel il interprète le personnage principal : le film sort en 1984 sous le titre Don Camillo.

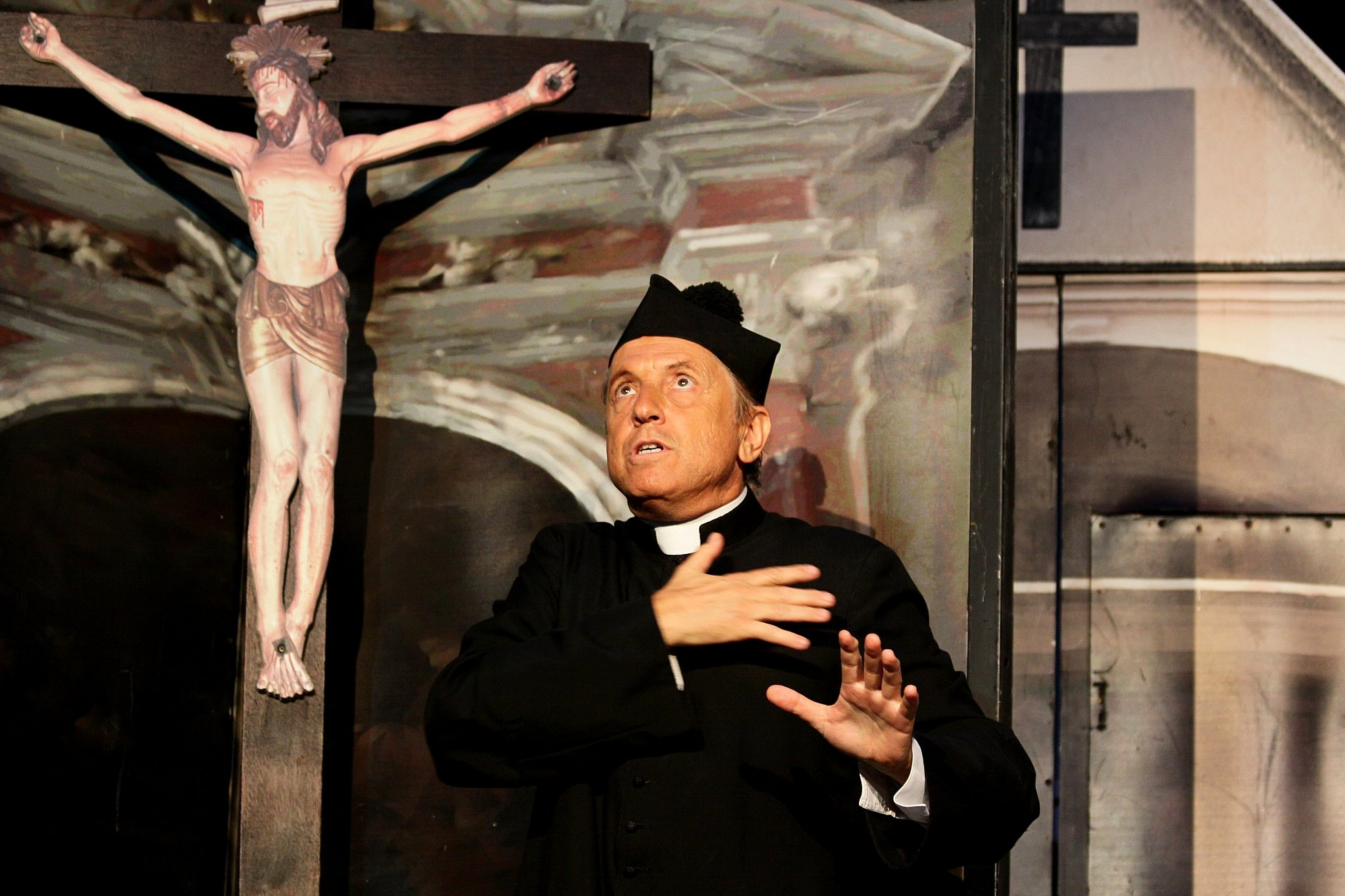
Le comédien Gilles Gauci dans une scène de la pièce La Grande Bagarre de Don Camillo en 2017.

### Théâtre
Don Camillo a été adapté au théâtre en France en 2013 par la troupe du Théâtre du Verseau de Cannes. Le comédien Gilles Gauci interprète le personnage de Don Camillo,.

## Pastiches
La popularité du personnage a été telle que la marque de pâtes industrielles Panzani créa le personnage de « Don Patillo », chargé de symboliser ses produits dans une série de publicités. Le comédien français André Aubert incarnait Don Patillo en imitant l'interprétation de Fernandel.
Fernandel lui-même pastichera Don Camillo dans le film Le Mouton à cinq pattes (1954) où il tient le rôle d'un brave curé ressemblant à Don Camillo, ce qui lui rend la vie impossible.

## Hommage
Le 30 novembre 2015, devant la Conférence épiscopale italienne, dans la cathédrale Santa Maria del Fiore à Florence, le pape François déclare : « L'Église italienne a de nombreux saints dont les exemples peuvent l'aider à vivre sa foi avec humilité, désintérêt et félicité. » Il cite alors François d'Assise et Philippe Néri, puis déclare :

« Mais je pense aussi à la simplicité de personnages inventés, comme Don Camillo, qui fait équipe avec Peppone. […] la prière d'un bon prêtre s'unit de façon évidente avec les gens […]. Don Camillo disait : “Je suis un pauvre curé de campagne qui connaît ses paroissiens chacun par son nom, qui les aime, qui connaît leurs douleurs comme leurs joies, qui souffre et sait rire avec eux.” […] La proximité  […] et la prière [sont] les clefs pour vivre un christianisme humain, populaire, humble, généreux et joyeux. »